# Phaonia californiensis
Phaonia californiensis este o specie de muște din genul Phaonia, familia Muscidae. A fost descrisă pentru prima dată de Malloch în anul 1923. Conform Catalogue of Life specia Phaonia californiensis nu are subspecii cunoscute.